# What Becomes of the Broken Hearted?
What Becomes of the Broken Hearted? ist ein neuseeländischer Film aus dem Jahr 1999, der auf dem gleichnamigen Roman Alan Duffs aus dem Jahr 1997 basiert. Es ist die Fortsetzung des Romans Die letzte Kriegerin von 1990, der 1994 verfilmt wurde.

## Handlung
Fünf Jahre sind vergangen, seitdem sich Beth von ihren Mann Jake „the Muss“ Heke getrennt hatte. In seinem Leben hat sich nichts geändert. Weiterhin hält er sich täglich in seiner Stammkneipe auf, trinkt viel Alkohol, agiert häufig gewalttätig.
Jakes Sohn Nig ist ebenfalls immer noch in seiner Gang aktiv. Eines Abends kommt es zu einem Kampf mit einer anderen Gang. Dabei wird Nig getötet – nicht durch Gegner, sondern durch eigene Gangmitglieder. Bei der Beerdigung kommt es nach Jahren zu einer Begegnung zwischen Jake und seiner Familie. Bei dieser wirft ihm sein zweitgeborener Sohn Sonny vor, indirekt verantwortlich für Nigs Tod zu sein.
Durch Nigs Freundin Tania erfährt Sonny, dass die eigene Gang Nig getötet hat. Sonny schwört Rache und geht dabei auf seinen Vater zu. Der lehnt jede Hilfe ab. Er hält nichts von Gangs. Er versucht mehrmals, Sonny von seiner Idee der Rache abzubringen. Doch Sonny lässt sich nicht abbringen und tritt gemeinsam mit Tania und Mookie in die Gang vom Apeman ein. Apeman will allerdings keinen Krieg mit der ehemaligen Gang von Nig. So nehmen Sonny und Tania die Sache selbst in die Hand – sie töten Nigs Ganganführer Grunt. Als Apeman davon erfährt, beginnt er, auf die drei Jagd zu machen.
Inzwischen macht Jake eine Wandlung durch. McClutchy lässt ihn nicht mehr in seine Bar. Als Rita, seine Freundin, Jake zurückweist und er wieder gewalttätig reagiert, erkennt er allmählich sein zerstörerisches Verhalten. Mit einer Flasche versucht er, seine Hand zu verletzen.
Jake erfährt, dass Sonny Grunt getötet hat. Er sucht Sonny auf, um ihn zu helfen. Für Tania kommen beide zu spät. Sie wurde in ihrem Versteck vom Apeman ermordet. Apeman wartet dort noch auf Sonny. Seine Gang schlägt in ihrem Hauptquartier Sonny zusammen, um ihn umzubringen. In letzter Minute kann Jake dort eindringen, um seinen Sohn zu befreien.

## Kritik
Die Fortsetzung des Blockbusters Die letzte Kriegerin konnte nicht an dessen Erfolg anknüpfen.
Eine deutsche Synchronfassung existiert bislang nicht.